# Wawrów
Wawrów (niem. Lorenzdorf) – wieś w Polsce położona w województwie lubuskim, w powiecie gorzowskim, w gminie Santok.
W latach 1975–1998 miejscowość administracyjnie należała do województwa gorzowskiego, a wcześniej w latach 1950–1975 do województwa zielonogórskiego. Wieś przylega od wschodu do Gorzowa Wielkopolskiego i jest położona 8 km na zachód od Santoka na Równinie Gorzowskiej.
Ze względu na korzystne położenie obok dużego miasta, Wawrów stał się atrakcyjnym miejscem lokalizacji dla gorzowskich firm i hurtowni. We wsi znajduje się szkoła podstawowa, przystanki PKS i MZK, liczne sklepy, mała gastronomia, dwa kluby sportowe i dwa stadiony (piłkarski i żużlowy).
We wsi znajduje się stadion mini-żużlowy i działa klub żużlowy dla młodzików Gorzowski Uczniowski Klub Sportowy "Speedway Wawrów". Klub jest prowadzony przez żużlowca Bogusława Nowaka. Jego wychowankami byli m.in. Krzysztof Cegielski, Paweł Hlib, Michał Rajkowski, Bartosz Zmarzlik i wielu innych gorzowskich żużlowców. W Wawrowie co roku organizowane są Żużlowe Mistrzostwa Polski Drużyn Młodzieżowych – impreza o zasięgu międzynarodowym.

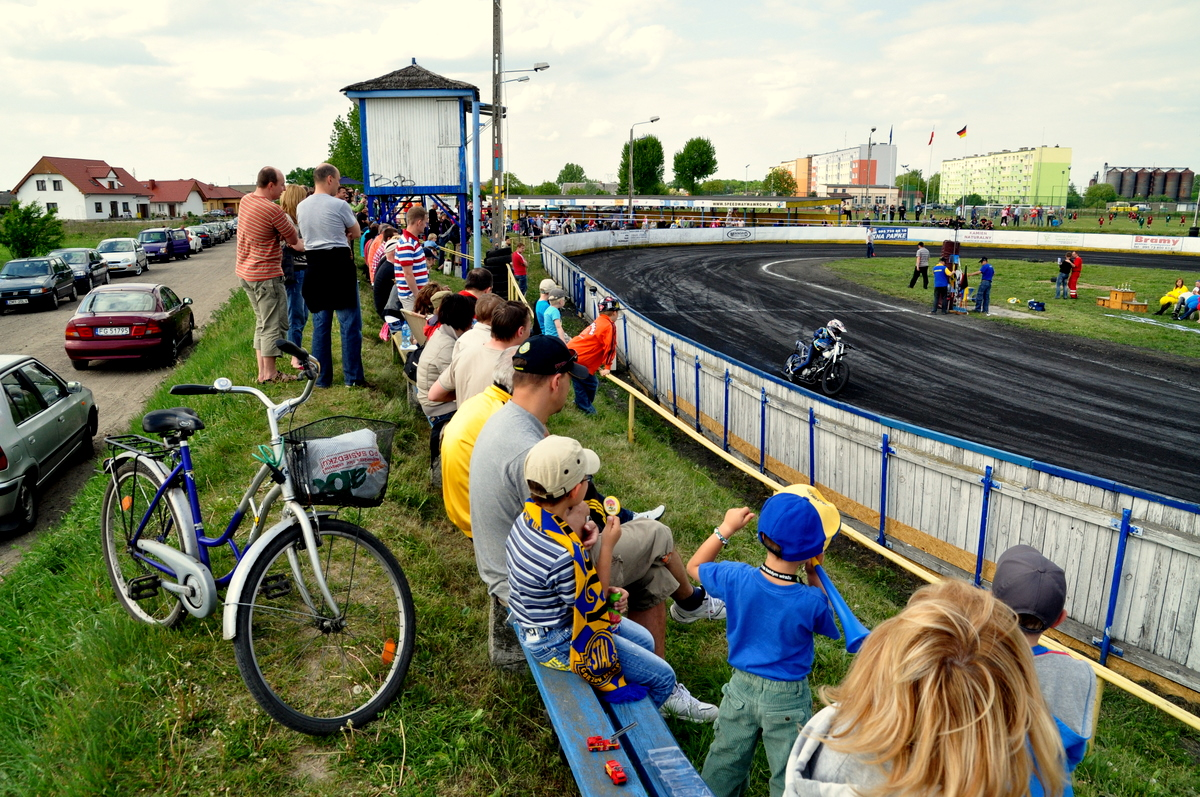
Minitor żużlowy – 2011 r.

- Wieś połączona jest z Gorzowem Wielkopolskim liniami MZK:
- 113 na trasie: Os. Staszica-Wawrów (wybrane kursy na trasie wydłużonej: Os. Staszica-Wawrów AEK)
- 114 na trasie: Prefadom-Wawrów

## Historia
Pierwsza historyczna wzmianka pochodzi z 1319 r., gdy książę pomorski Wratysław przekazał wieś rodzinie Horker. Od XIV w. grunty wsi zaczęły wykupywać władze Landsberga (Gorzowa).
1 sierpnia 1977 część Wawrowa (100,71 ha) włączono do Gorzowa.

## Zabytki
Do wojewódzkiego rejestru zabytków wpisany jest:
- kościół fil. pw. Opieki św. Józefa, z połowy XIII w. wzniesiony z ciosów granitowych. W 1729 r. do północnej ściany świątyni dobudowano ryglowy przedsionek, a w 1833 r. neogotycką wieżę. W 1849 r. przebudowano wnętrze kościoła i zmieniono jego wystrój, a po 1945 r. zlikwidowano empory i ołtarz ambonowy. Przebudowy i remonty zatarły pierwotne romańskie cechy świątyni.